# Бацитрацин
Бацитрацин (Bacitracin) — полипептидный антибиотик, производимый штаммами бактерии Bacillus subtilis, ингибирует синтез клеточной оболочки бактерий. Активен против грамположительных микроорганизмов, таких как бета-гемолитические стрептококки, стафилококки, и некоторых грамотрицательных патогенов.

## История
Бацитрацин был выделен из штамма Bacillus subtilis в 1943 г. Свое название он получил в честь семилетней девочки Маргарет Трейси, у которой был перелом ноги, а в ране была обнаружена культура Bacillus subtilis. Врач, который занимался лечением девочки, заметил, что B. subtilis способны уничтожать бактерии стафилококка.

## Применение
Бацитрацин в сочетании с другими антибиотиками (неомицин, полимиксин В) используется для наружного применения при лечении заболеваний кожи, глаз или носа, но может назначаться и внутрь, в виде инъекций, в качестве кишечного антисептика.
Бацитрацин широко используется в качестве антисептика после обрезания, а также после нанесения татуировок.
Бацитрацин можно использовать, чтобы отличить Streptococcus pyogenes группы А от других бактерий стрептококка, поскольку этот вид (S. pyogenes) чувствителен к бацитрацину. В этом случае бацитрацин используется для выделения S. pyogenes из других β-гемолитических стрептококков. Вещество также используется в составе питательных сред для выделения колоний гемофильной палочки. Так как бактерия H. influenzae по своей природе устойчива к бацитрацину, колонии образуются в зоне ингибирования.

## Бацитрацин в комбинациях
Бацитрацин в комбинации с другими веществами в разных странах выпускается под разными названиями. Комбинация бацитрацин+неомицин производится в России (торговое название Банеоцин). Этот препарат используется для лечения и профилактики бытовых, спортивных, инфицированных ран. Сочетание двух антибиотиков делает препарат активным в отношении и грамположительных, и грамотрицательных (Proteus spp., Enterobacter aerogenes, Haemophilus influenzae, Yersinia multocida (ранее Pasteurella), Borrelia spp., Treponema pallidum, Fusobacterium spp.) микроорганизмов.
Добавление полимиксина В в комбинацию к бацитрацину и неомицину (антибиотик, аминогликозид) (торговое название Неоспорин) позволяет использовать препарат не только для профилактики инфекций бытовых ран, но и при конъюнктивите и кератите. Неоспорин выпускается в США, одобрен Food and Drug Administration (FDA). Однако, 31 января 2020 года FDA запросило отзыв бацитрацина в инъекционной форме (https://www.fda.gov/drugs/drug-safety-and-availability/fda-requests-withdrawal-bacitracin-injection-market Архивная копия от 29 ноября 2020 на Wayback Machine).